# JanIsDeMan

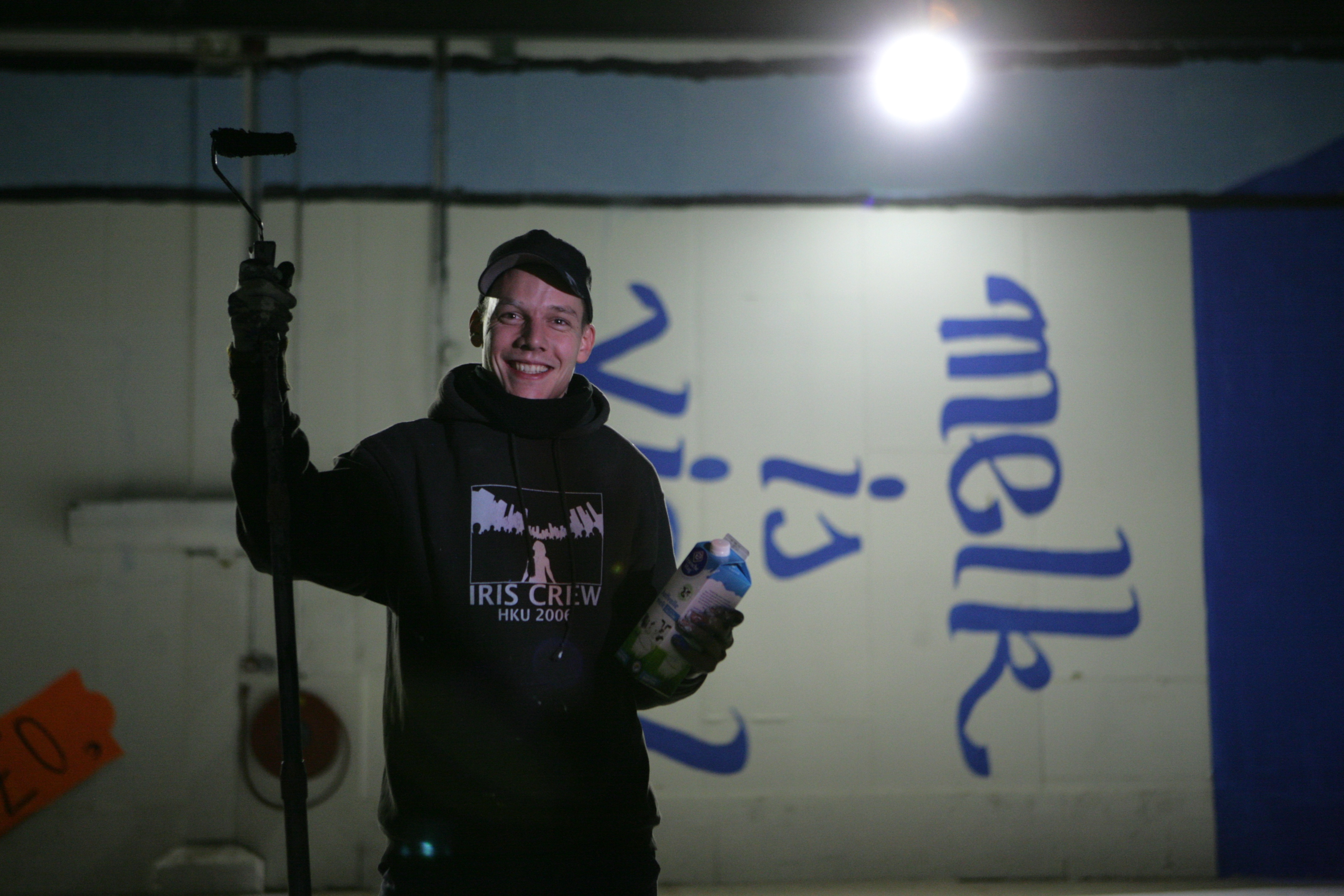
JanIsDeMan in 2010

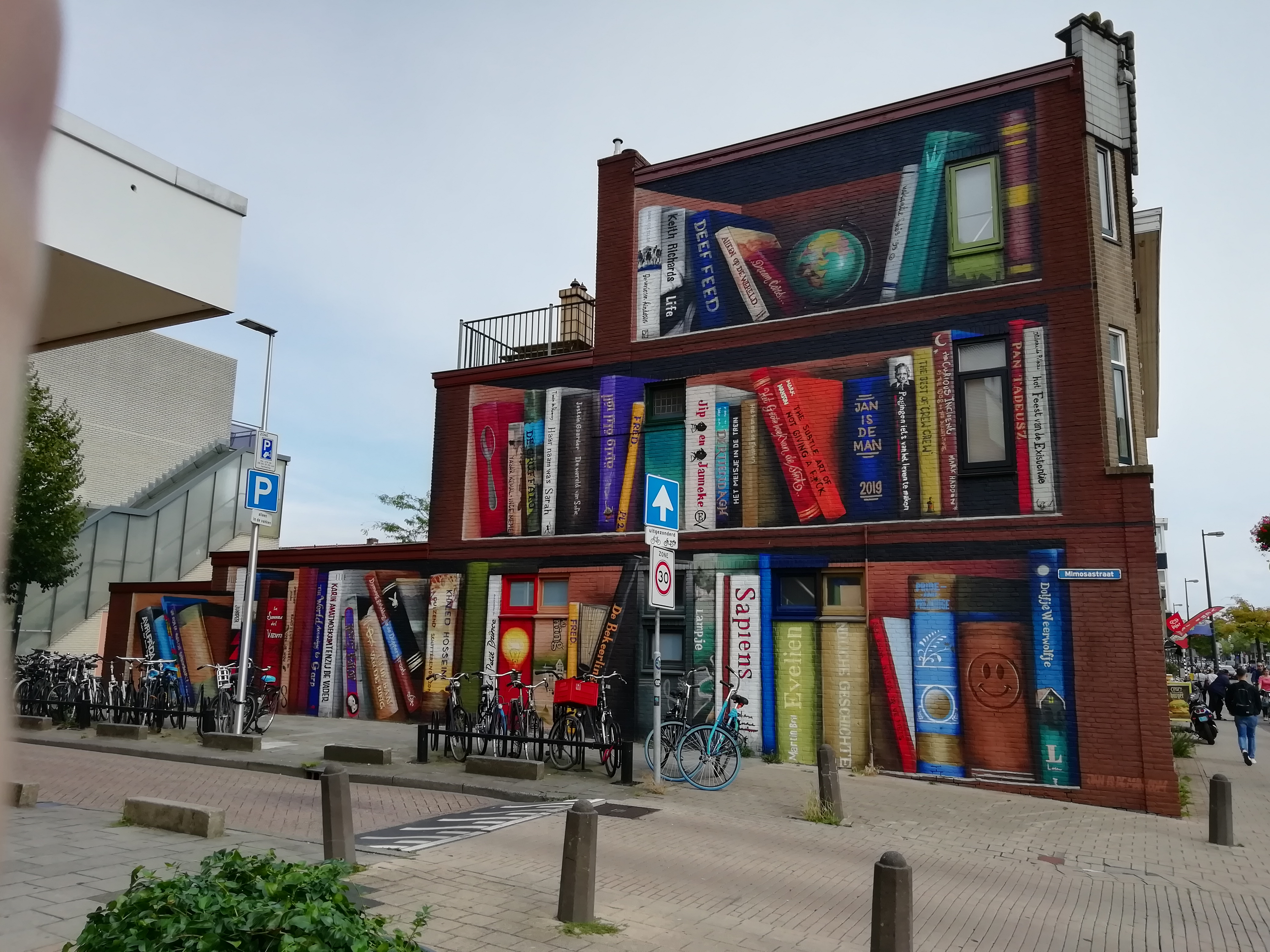
Muurschildering Boekenkast (2019)

JanIsDeMan is het pseudoniem van graffitikunstenaar en muurschilderaar Jan Heinsbroek (1983), die vooral actief is in Utrecht. 

## Loopbaan
Heinsbroek begon met graffiti in 1997. In 2012 schilderde hij een huwelijksaanzoek op een muur aan de Herenweg/ hoek Monicahof. Deze schilderde hij in 2017 over met het woord Utrecht, alsof deze uit steen waren gebeiteld. In 2013 en 2018 beschilderde Heinsbroek de skatebaan van het Griftpark. In 2018 schilderde Heinsbroek een ontwerp van een man met het syndroom van Down op een muur aan de Lauwerecht. De muurschildering aan de Amsterdamsestraatweg van een boekenkast die Heinsbroek met Deef Feed maakte in 2019 gaf hem internationale aandacht waardoor hij ook boekenkasten mocht schilderen op muren in Londen en Boulogne-sur-Mer.

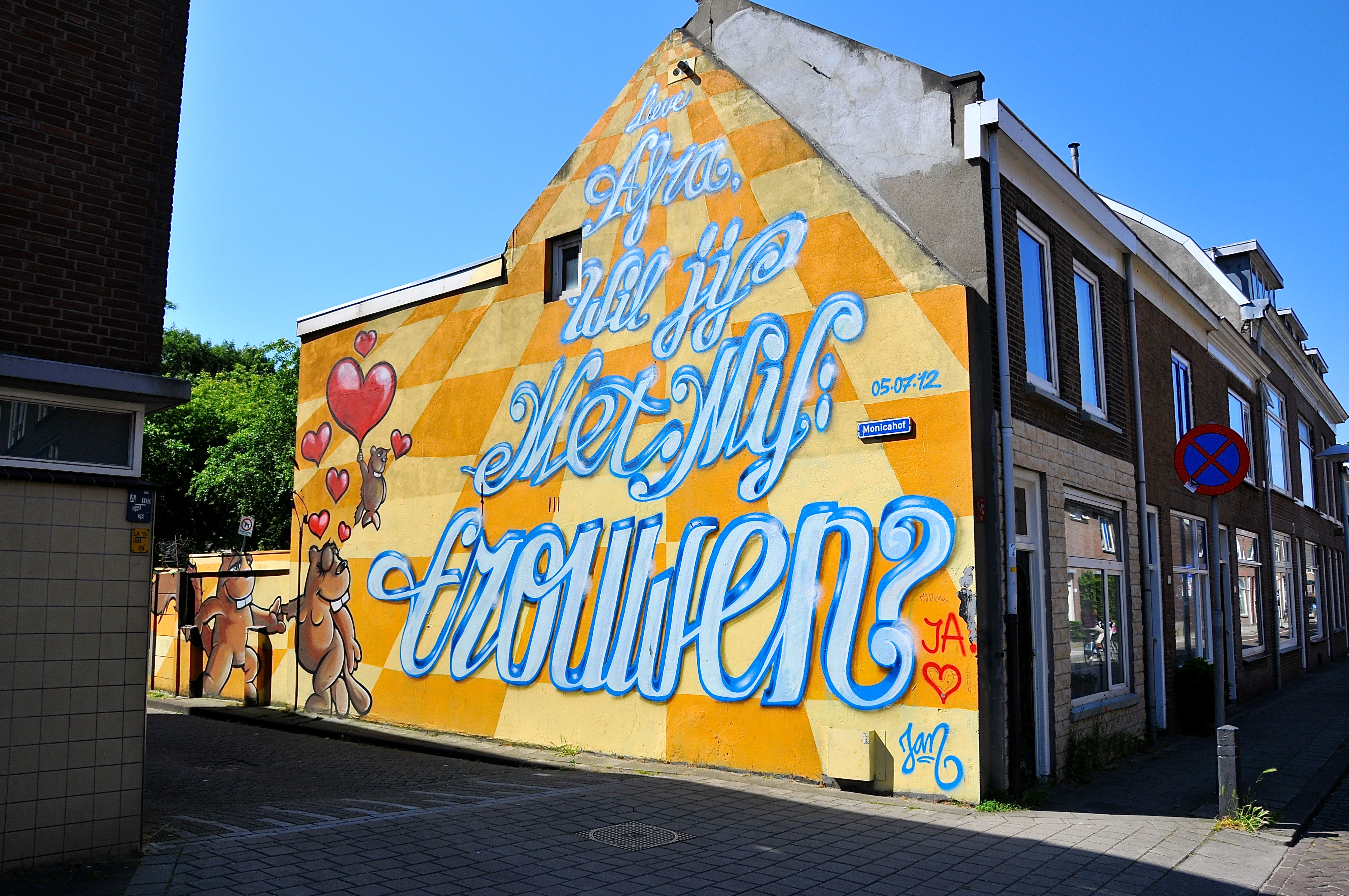
Muurschildering Monicahof (2012)
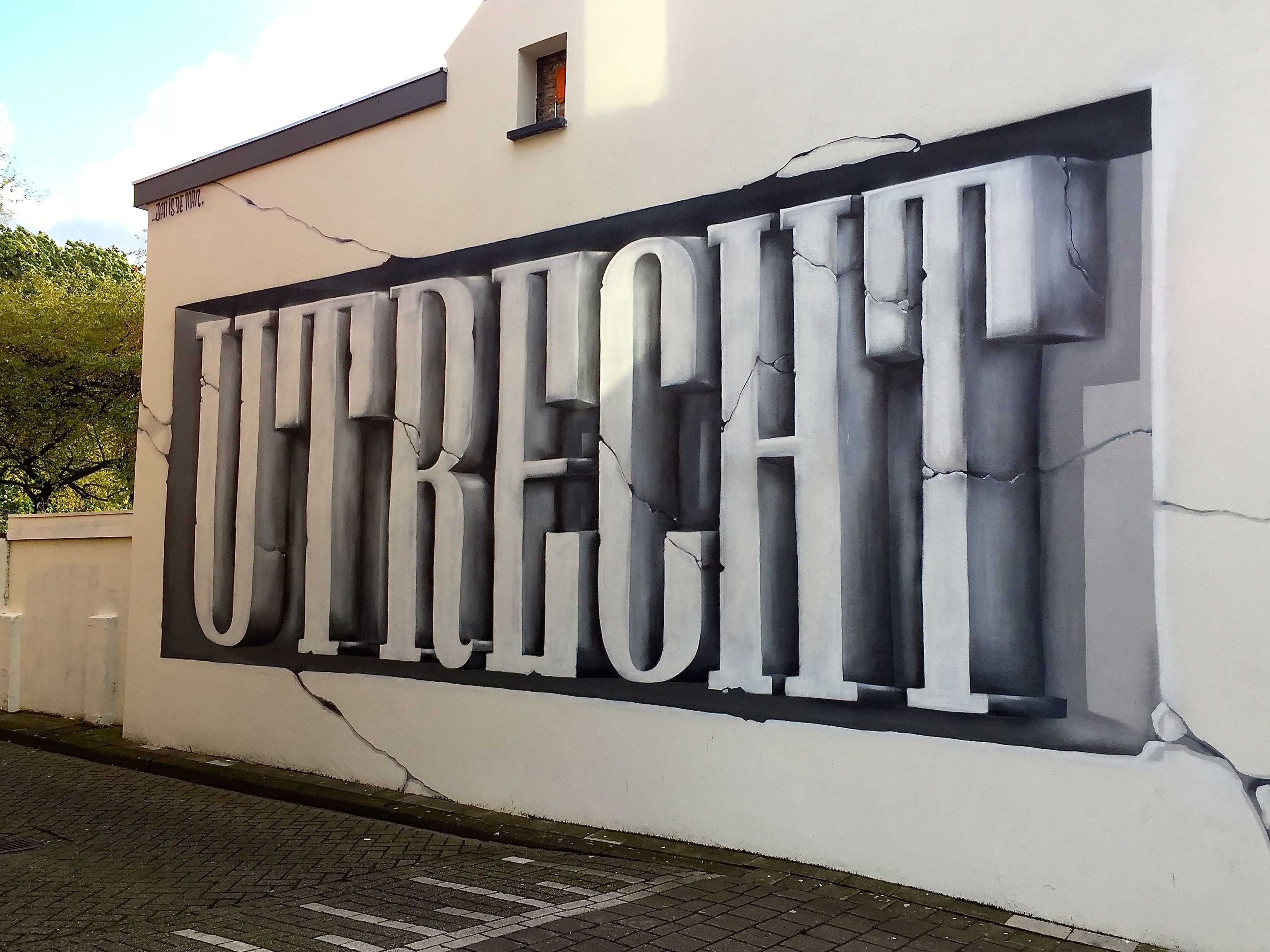
Muurschildering Monicahof (2017)